# 茨城県道314号上菅谷停車場線

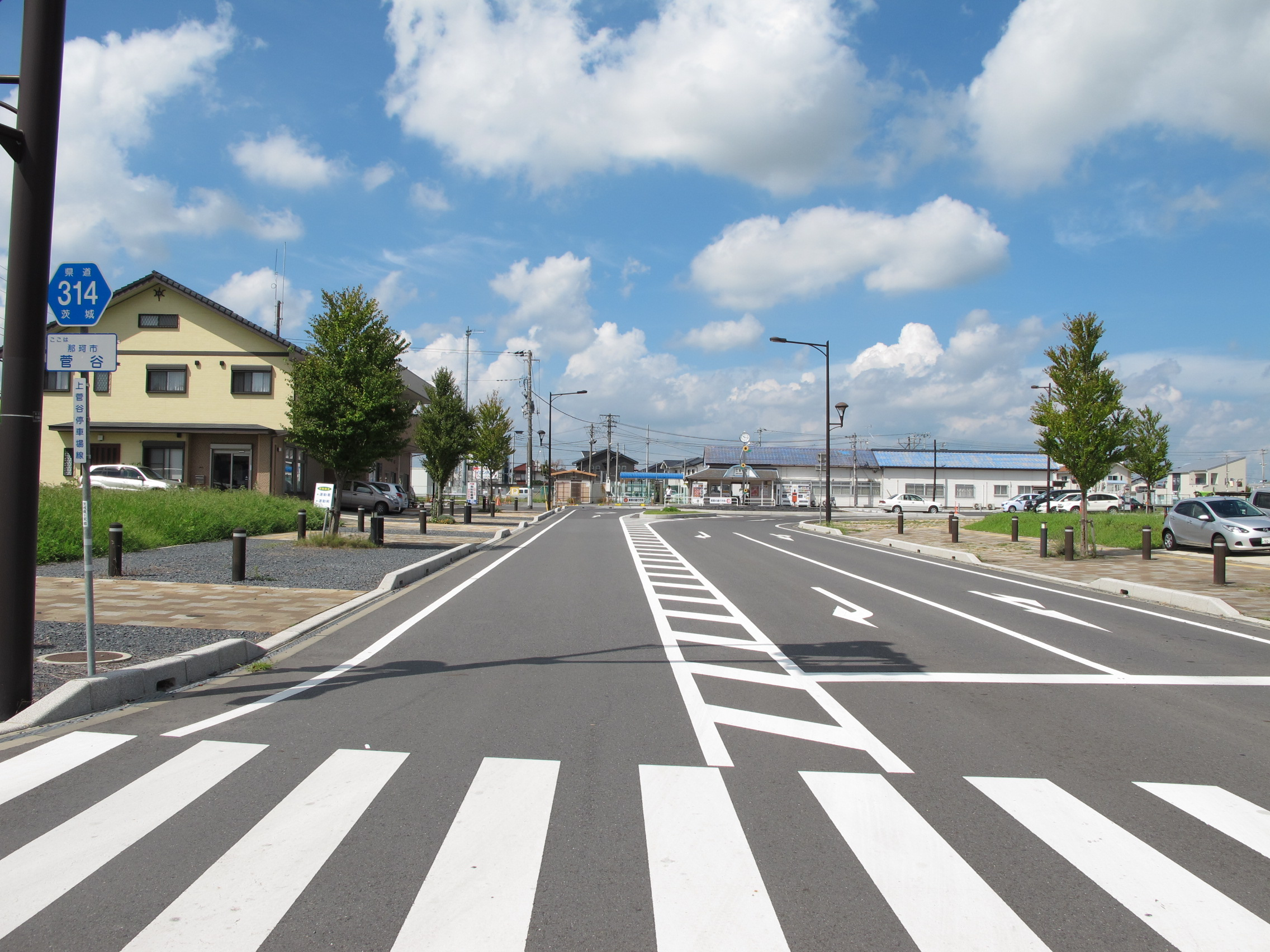
上菅谷停車場線全景（2012年9月）
正面奥はJR水郡線上菅谷駅

茨城県道314号上菅谷停車場線（いばらきけんどう314ごう かみすがやていしゃじょうせん）は、茨城県那珂市内を通る県道で、JR水郡線上菅谷駅と接続するための道路である。

## 概要
JR水郡線 上菅谷駅前ロータリーから県道瓜連馬渡線までを連絡する路線。道路は東西方向で、延長はわずか40メートル (m) である。駅前玄関口の街路として整然と整備されている。

### 路線データ
- 起点：那珂市菅谷字寺西4489番5地先（上菅谷駅）[1]
- 終点：那珂市菅谷字追出し4452番9地先（茨城県道31号瓜連馬渡線交点）[1]
- 総延長：40 m[2]
- 重用延長：なし[2]
- 未供用延長：なし[2]
- 実延長：40 m[2]
- 自動車交通不能区間延長[注釈 1]：なし[2]

## 歴史
1959年（昭和34年）10月14日、新たな県道として那珂郡那珂町大字菅谷の上菅谷停車場を起点とし、県道水戸常陸太田線交点（現在は県道瓜連馬渡線）交点を終点とする区間を本路線とする県道上菅谷停車場線として茨城県が県道路線認定した。
1995年（平成7年）に整理番号314となり現在に至る。

### 年表
- 1897年（明治30年）11月16日：上菅谷駅が開業する。
- 1920年（大正9年）4月1日：現在の路線の前身である菅谷上菅谷停車場線が路線認定される。[3]
- 1959年（昭和34年）10月14日
  - 現在の路線が路線認定される（図面対象番号277）[4]。
  - 道路の区域は、那珂郡那珂町大字菅谷の上菅谷停車場から那珂郡那珂町大字菅谷の主要地方道水戸常陸太田線交点までと決定される[5]。
- 1995年（平成7年）3月30日：整理番号333から現在の番号（整理番号314）に変更される[6]。
- 2010年（平成22年）1月21日：上菅谷駅前の街路整備工事が完了し道路を供用開始[1]。

## 地理

### 通過する自治体
- 茨城県那珂市

### 交差する道路
- 茨城県道31号瓜連馬渡線（終点）

### 沿線
- JR水郡線 上菅谷駅